# پرستون لاک‌وود
پرستون لاک‌وود (انگلیسی: Preston Lockwood؛ ‏ ۳۰ اکتبر ۱۹۱۲ – ۲۴ آوریل ۱۹۹۶) بازیگر اهل بریتانیا بود.
از فیلم‌ها یا برنامه‌های تلویزیونی که وی در آن نقش داشته‌است، می‌توان به نیکلاس نیکلبی، آسیاب بادی سیاه، آمرزش، سارقان زمان، پوآرو، ارواح والا، در هتل برترام، دکتر هو، خون‌بها، ژولیوس سزار، بهترین جفت‌پا در تجارت، شاهزاده کاسپین و سفر کشتی سپیده‌پیما و شاهزاده و گدا اشاره کرد.